# Ulf Sundelin
Ulf Artur Sundelin (Nacka, 26 augustus 1943) is een Zweeds voormalig zeiler.
Sundelin werd samen met zijn broers Jörgen en eter in 1968 olympisch kampioen in de 5.5 Meter. Dit waren de laatste spelen waar deze klasse op het programma stond.
Sundelin en zijn broers werden in 1971 wereldkampioen in de Draak. Tijdens de spelen een jaar later eindigde zij slechts als zesde.

## Resultaten

### Wereldkampioenschappen
| Jaar | Plaats   | Resultaten       |
| ---- | -------- | ---------------- |
| 1969 | Sandhamn | 5,5 meter klasse |
| 1971 | Hobart   | draken klasse    |

### Olympische Zomerspelen
| Jaar | Plaats      | Resultaten       |
| ---- | ----------- | ---------------- |
| 1968 | Mexico-stad | 5,5 meter klasse |
| 1972 | München     | 6e draken klasse |

1952: Britton Chance / Michael Schoettle / Edgar White / Sumner White
1956: Hjalmar Karlsson / Sture Stork / Lars Thörn
1960: George O’Day / Jim Hunt / Dave Smith
1964: Bill Northam / Peter O’Donnel / James Sargeant
1968: Jörgen Sundelin / Peter Sundelin / Ulf Sundelin
- International Standard Name Identifier: 0000 0000 5377 0683
- LIBRIS: 287942
- Virtual International Authority File: 27047462